# Anoectochilus integrilabris
Anoectochilus integrilabris är en orkidéart som beskrevs av Cedric Errol Carr. Anoectochilus integrilabris ingår i släktet Anoectochilus och familjen orkidéer. Inga underarter finns listade i Catalogue of Life.